# Damehåndboldligaen
Die Damehåndboldligaen (deutsch: Damenhandballliga), nach dem Hauptsponsor derzeit auch Bambusa Kvindeligaen (deutsch: Bambusa Frauenliga), ist die höchste Spielklasse im Handball der Frauen in Dänemark.

## System
In den Jahren 1935 bis 1964 wurde die Meisterschaft zwischen den Siegerteams der vier Handballbezirke ausgetragen.
Ab 1965 wurde in einer Liga für das ganze Land gespielt. Acht Teams traten in der Liga gegeneinander an. Ab 1967 waren zehn Teams in der Liga vertreten, ab 1990 zwölf Teams.
Von 2008 bis 2013 wurde die Liga in einer Grundserie und anschließenden Playoffs ausgetragen. Die sechs besten Teams nach der Grundserie spielten untereinander die Meisterschaft aus. Die Teams auf den Plätzen 7 bis 11 starteten in einer Runde mit den Teams auf den Plätzen 2 bis 4 der 2. Liga um das Startrecht für die kommende Spielzeit in der 1. Liga. Der Zwölftplatzierte der 1. Liga stieg direkt ab in die 2. Liga. Auch von 2014 bis 2020 hatte die Liga zwölf Teams und es wurde zunächst die Grundserie gespielt. Anschließend spielten die sechs besten Teams untereinander den Dänischen Meister aus. Die Teams auf den Plätzen 7 bis 9 waren mit Abschluss der Grundserie für die kommende Saison qualifiziert. Die Teams auf den Plätzen 10 und 11 spielten in einer Relegation gegen die Teams auf den Plätzen 2 und 3 der 1. division. Das Team auf Platz 12 stieg direkt in die 1. division ab.
In der Spielzeit 2021/2022 der Liga spielen 14 Teams in der Grundserie jeweils in Hin- und Rückspielen jeder gegen jeden. Die acht besten Teams der Grundserie ermitteln anschließend in den Playoffs den Dänischen Meister. Die Teams auf den Plätzen 9 bis 13 der Grundserie spielen in der Qualifikationsrunde um den Klassenerhalt. Das Team auf Platz 14 der Grundserie steigt direkt in die 1. division, die 2. dänische Liga, ab.

## Mannschaften
In der Saison 2021/2022 spielen in der Damehåndboldigaen die Teams Aarhus United, Ajax København, Herning-Ikast Håndbold, Horsens HK, Holstebro Håndbold, København Håndbold, Nykøbing Falster Håndboldklub, Odense Håndbold, Randers HK, Ringkøbing Håndbold, Silkeborg-Voel KFUM, Skanderborg Håndbold, Team Esbjerg und Viborg HK.

## Dänischer Meister
| - 1936: Kvindelig Idrætsforening - 1937: Københavns Kvindelige Gymnastikforening - 1938: Kvindelig Idrætsforening - 1939: R.H. 33 - 1940: Københavns Kvindelige Gymnastikforening - 1941: Københavns Kvindelige Gymnastikforening - 1942: Aarhus GF - 1943: Kvindelig Idrætsforening - 1944: Kvindelig Idrætsforening - 1945: nicht ausgetragen - 1946: Københavns Kvindelige Gymnastikforening - 1947: Kvindelig Idrætsforening - 1948: Kvindelig Idrætsforening - 1949: Aarhus GF - 1950: Kvindelig Idrætsforening - 1951: Handelsstandens Gymnastikforening - 1952: Vejlby-Risskov Idrætsklub - 1953: Handelsstandens Gymnastikforening - 1954: Kvindelig Idrætsforening - 1955: USG - 1956: Frederiksberg Idræts-Forening - 1957: Handelsstandens Gymnastikforening - 1958: Handelsstandens Gymnastikforening - 1959: Frederiksberg Idræts-Forening - 1960: Handelsstandens Gymnastikforening - 1961: Svendborg HK - 1962: Frederiksberg Idræts-Forening - 1963: Helsingør IF - 1964: Handelsstandens Gymnastikforening - 1965: Handelsstandens Gymnastikforening - 1966: Frederiksberg Idræts-Forening | - 1967: Frederiksberg Idræts-Forening - 1968: Handelsstandens Gymnastikforening - 1969: Handelsstandens Gymnastikforening - 1970: Handelsstandens Gymnastikforening - 1971: Frederiksberg Idræts-Forening - 1972: Frederiksberg Idræts-Forening - 1973: Frederiksberg Idræts-Forening - 1974: Frederiksberg Idræts-Forening - 1975: Handelsstandens Gymnastikforening - 1976: Frederiksberg Idræts-Forening - 1977: Handelsstandens Gymnastikforening - 1978: Frederiksberg Idræts-Forening - 1979: Svendborg HK - 1980: Frederiksberg Idræts-Forening - 1981: Frederiksberg Idræts-Forening - 1982: IF AIA-Tranbjerg - 1983: Helsingør IF - 1984: Helsingør IF - 1985: Frederiksberg Idræts-Forening - 1986: IF Stjernen - 1987: Rødovre HK - 1988: Lyngså BK - 1989: Frederiksberg Idræts-Forening - 1990: GOG - 1991: GOG - 1992: GOG - 1993: GOG - 1994: Viborg HK - 1995: Viborg HK - 1996: Viborg HK - 1997: Viborg HK | - 1998: Ikast FS - 1999: Viborg HK - 2000: Viborg HK - 2001: Viborg HK - 2002: Viborg HK - 2003: Slagelse FH - 2004: Viborg HK - 2005: Slagelse DT - 2006: Viborg HK - 2007: Slagelse DT - 2008: Viborg HK - 2009: Viborg HK - 2010: Viborg HK - 2011: FC Midtjylland Håndbold - 2012: Randers HK - 2013: FC Midtjylland Håndbold - 2014: Viborg HK - 2015: FC Midtjylland Håndbold - 2016: Team Esbjerg - 2017: Nykøbing Falster Håndboldklub - 2018: København Håndbold - 2019: Team Esbjerg - 2020: Team Esbjerg * - 2021: Odense Håndbold - 2022: Odense Håndbold - 2023: Team Esbjerg - 2024: Team Esbjerg - 2025: Odense Håndbold |

*: Wegen der COVID-19-Pandemie wurde Team Esbjerg als Erstplatzierter nach der Grundserie 2020 zum Meister erklärt.

## Beste Torwerferin der Liga
Die besten Torwerferinnen der Liga waren:
| - 2000/01: Mette Vestergaard, Frederiksberg Idræts-Forening (133 Tore) - 2001/02: Camilla Andersen, Slagelse FH (181 Tore) - 2002/03: Camilla Andersen, Slagelse FH (215 Tore) - 2003/04: Bojana Petrović, Slagelse FH (175 Tore) - 2004/05: Bojana Popović, Slagelse FH (174 Tore) - 2005/06: Tanja Milanović, Ikast-Bording Elite Håndbold (172 Tore) - 2006/07: Mette Sjøberg, FCK Håndbold (167 Tore) - 2007/08: Nadine Krause, FCK Håndbold (153 Tore) | - 2008/09: Grit Jurack, Viborg HK (125 Tore) - 2009/10: Kristina Kristiansen, Team Tvis Holstebro - 2010/11: Mette Gravholt, Team Tvis Holstebro (141 Tore) - 2011/12: Mette Gravholt, Team Tvis Holstebro (204 Tore) - 2012/13: Estavana Polman, SønderjyskE Håndbold (138 Tore) - 2013/14: Estavana Polman, Team Esbjerg (153 Tore) - 2014/15: Jette Hansen, Silkeborg-Voel KFUM (157 Tore) - 2015/16: Kristina Kristiansen, Nykøbing Falster Håndboldklub (167 Tore) | - 2016/17: Trine Troelsen, Silkeborg-Voel KFUM (180 Tore) - 2017/18: Ann Grete Nørgaard, Viborg HK (178 Tore) - 2018/19: Estavana Polman, Team Esbjerg (219 Tore) - 2019/20: Mia Rej, København Håndbold (170 Tore) - 2020/21: Kristina Jørgensen, Viborg HK (269 Tore) - 2021/22: Henny Reistad, Team Esbjerg (245 Tore) - 2022/23: Henny Reistad, Team Esbjerg (204 Tore) |